# 渡辺しのぶ
渡辺 しのぶ（わたなべ しのぶ、1959年10月18日 - ）は、日本の元フィギュアスケート選手（女子シングル）。1975年全日本フィギュアスケート選手権2位。1976年世界ジュニアフィギュアスケート選手権5位。

## 経歴
1970年、第39回全日本ジュニア選手権で2位に入る。
1973年と1974年の全日本選手権ではどちらも渡部絵美、大橋美和子に続き3位に入賞した。
1975年の全日本フリースケーティング競技大会で優勝する。同年の第44回全日本選手権では2位入賞。翌年に行われた世界ジュニアフィギュアスケート選手権で5位に入った。1976年の第45回全日本選手権では渡部絵美、小林れい子に続き3位入賞する。
1978年に引退。引退後はプリンスホテルに所属し、プリンスアイスワールドで長らく活動した。また、同年には東芝EMIより元フィギュアスケート選手である佐野稔とデュエットした「君がいるから」をリリースしている。現在は米国にてコーチをしている。

## 主な戦績
| 大会/年                            | 1970-71 | 1971-72 | 1972-73 | 1973-74 | 1974-75 | 1975-76 | 1976-77 |
| ---------------------------------- | ------- | ------- | ------- | ------- | ------- | ------- | ------- |
| 全日本選手権                       |         |         |         | 3       | 3       | 2       | 3       |
| 全日本フリースケーティング競技大会 |         |         | 3       | 2       | 1       |         |         |
| 世界Jr.選手権                      |         |         |         |         |         | 5       |         |
| 全日本Jr.選手権                    | 2       |         |         |         |         |         |         |